# Symphonie « Asraël »
Pour les articles homonymes, voir Symphonie no 2 et Asraël.

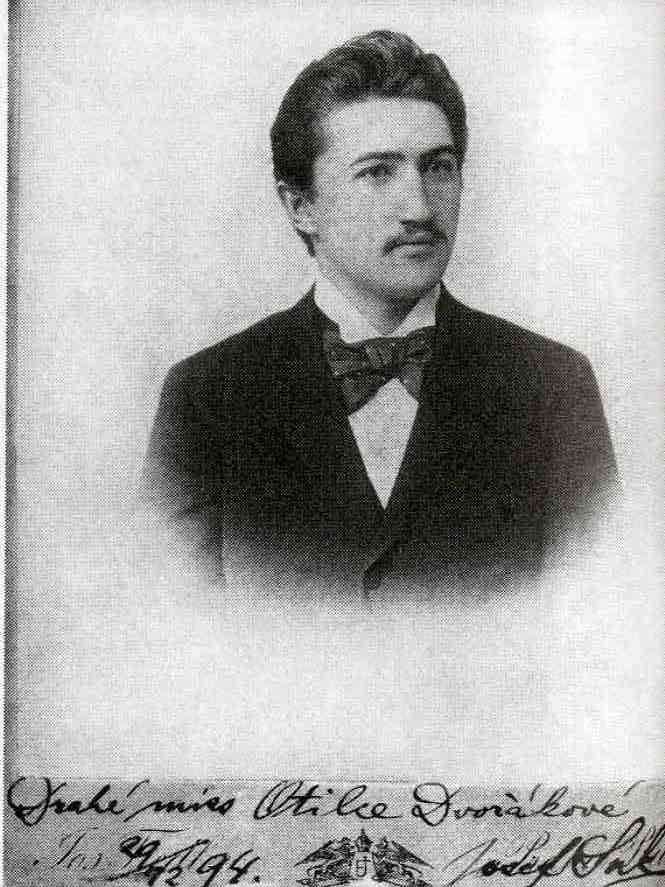
Portrait de Josef Suk.

La Symphonie « Asraël » en do mineur, opus 27, est la seconde et ultime symphonie de Josef Suk. Composée en 1905 et 1906, elle est créée le 3 février 1907. Le thème cyclique de la Mort est tiré de sa suite orchestrale Pohadka.
L'œuvre est dédiée à la mémoire de son beau-père, Antonín Dvořák, mort en 1904, et à celle de la femme de l'artiste, Otilie Suková, morte un an après, le 6 juillet 1905 ; elle porte la sobre dédicace suivante : « À la noble mémoire de Dvořák et d’Otilka ». La partition est achevée le 4 octobre 1906.

## Genèse
Suk a commencé à composer sa symphonie funèbre au début de l'année 1905, environ 8 mois après la mort de Dvořák. Le titre de l’œuvre fait référence au nom de l'ange de la mort Azraël, personnage de l'Ancien Testament considéré comme l'ange accompagnant les âmes après la mort dans la tradition islamique.
L'œuvre est organisée en cinq mouvements. Suk a terminé la structure de trois des mouvements en moins de six mois. Le 6 juillet 1905, alors que Suk avait terminé environ la moitié de cette symphonie, sa femme Otilie mourut. Bien que cette composition ait été pensée comme un hommage à la vie et au travail de Dvořák, le compositeur, affligé d'un immense chagrin, a supprimé les parties au ton optimiste qui étaient prévues dans le reste de l'œuvre. Suk lui-même rappelait : 
« L'effrayant ange de la mort a frappé de sa faux une seconde fois. Une telle infortune ne peut conduire un homme que vers sa destruction ou à l'émergence de toute la puissance qui dormait en lui. La musique m'a sauvée et après une année, je commence la seconde partie de la symphonie, qui commence par un adagio, un tendre portrait d'Otilka ».
Suk termina la partition le 4 octobre 1906. Il dédicaça son travail « à la glorieuse mémoire de Dvořák et d'Otilie », et en particulier les deux derniers sont dédiés à Otilie.
La symphonie a été jouée pour la première fois le 3 février 1907 au Théâtre national de Prague, sous la direction de Karel Kovařovic. Karel Hoffmann et Jiří Herold, membres du Quatuor tchèque, étant premiers violons.

## Structure
Première partie :

1. Andante sostenuto

2. Andante

3. Vivace – Andante sostenuto – Quasi Tempo

Deuxième partie :

4. Adagio

5. Adagio e maestoso – Allegro appassionato – Adagio e mesto
- Durée d'exécution : soixante deux minutes.

## Source
- François-René Tranchefort (dir.), Guide de la musique symphonique, Paris, Fayard, coll. « Les Indispensables de la musique », 1986, 896 p. (ISBN 2-213-01638-0, OCLC 299409280), p. 780.

## Discographie
- Suk - Asrael (Symphony op. 27 in C minor) : Libor Pesek - Royal Liverpool Philharmonic Orchestra - Virgin Classics Limited, London, England, 1991